# Onthophagus crinitus
Onthophagus crinitus är en skalbaggsart som beskrevs av Edgar von Harold 1869. Onthophagus crinitus ingår i släktet Onthophagus och familjen bladhorningar. Utöver nominatformen finns också underarten O. c. panamensis.